# Bandad hasselguldmal
Bandad hasselguldmal (Phyllonorycter nicellii) är en fjärilsart som först beskrevs av Henry Tibbats Stainton 1851.  Bandad hasselguldmal ingår i släktet guldmalar, och familjen styltmalar.
Artens utbredningsområde är:
- Österrike.
- Belgien.
- Luxemburg.
- Vitryssland.
- Estland.
- Lettland.
- Litauen.
- Bulgarien.
- Tjeckien.
- Slovakien.
- Danmark.
- Finland.
- Frankrike.
- Tyskland.
- Ungern.
- Irland.
- Italien.
- Nederländerna.
- Norge.
- Polen.
- Rumänien.
- Spanien.
- Sverige.
- Schweiz.
- Moldavien.
- Ukraina.

Enligt den finländska rödlistan är arten nära hotad i Finland. Arten är reproducerande i Sverige. Artens livsmiljö är friska och torra lundar. Inga underarter finns listade i Catalogue of Life.

## Bildgalleri

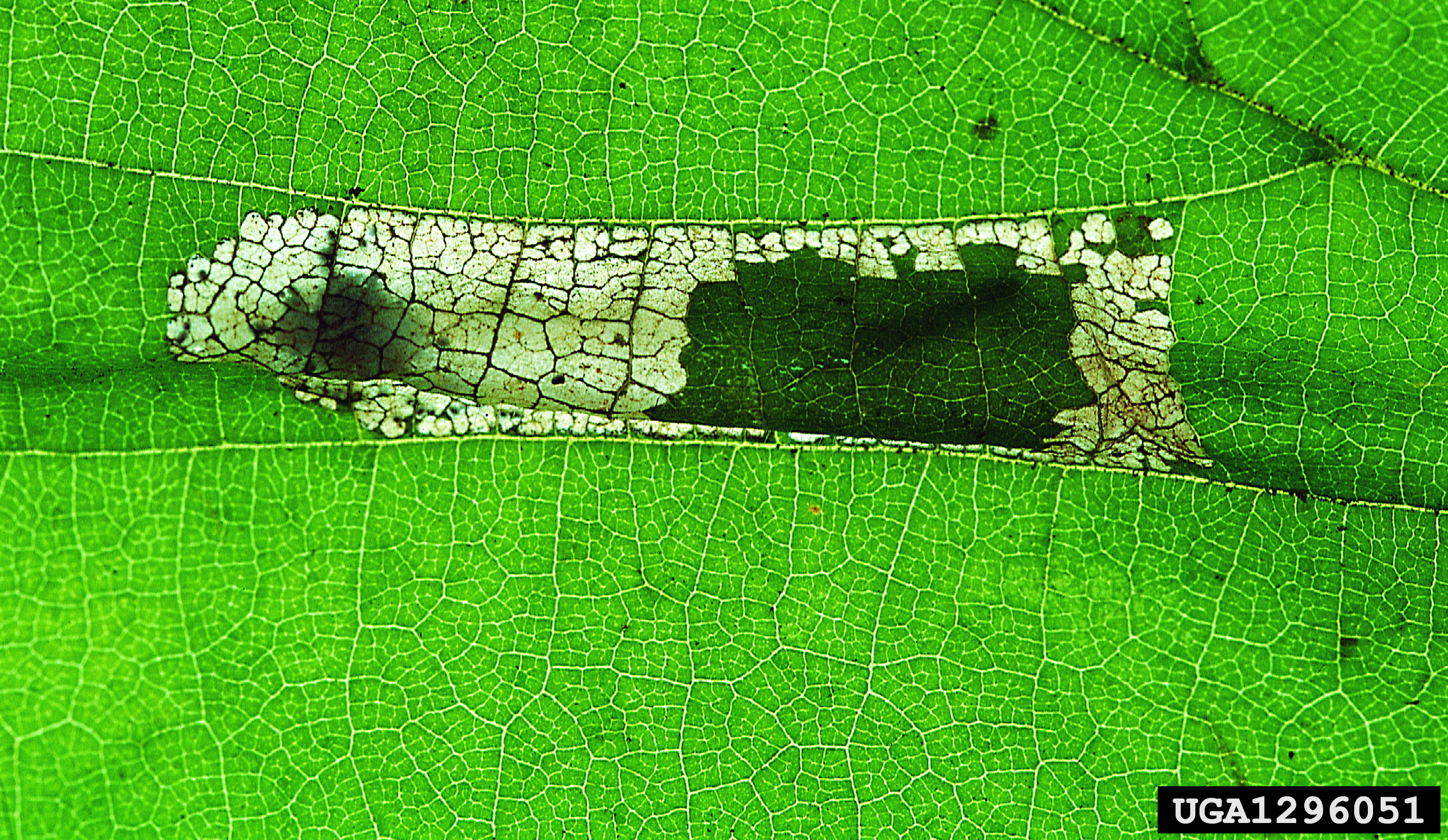